# ピアノロール

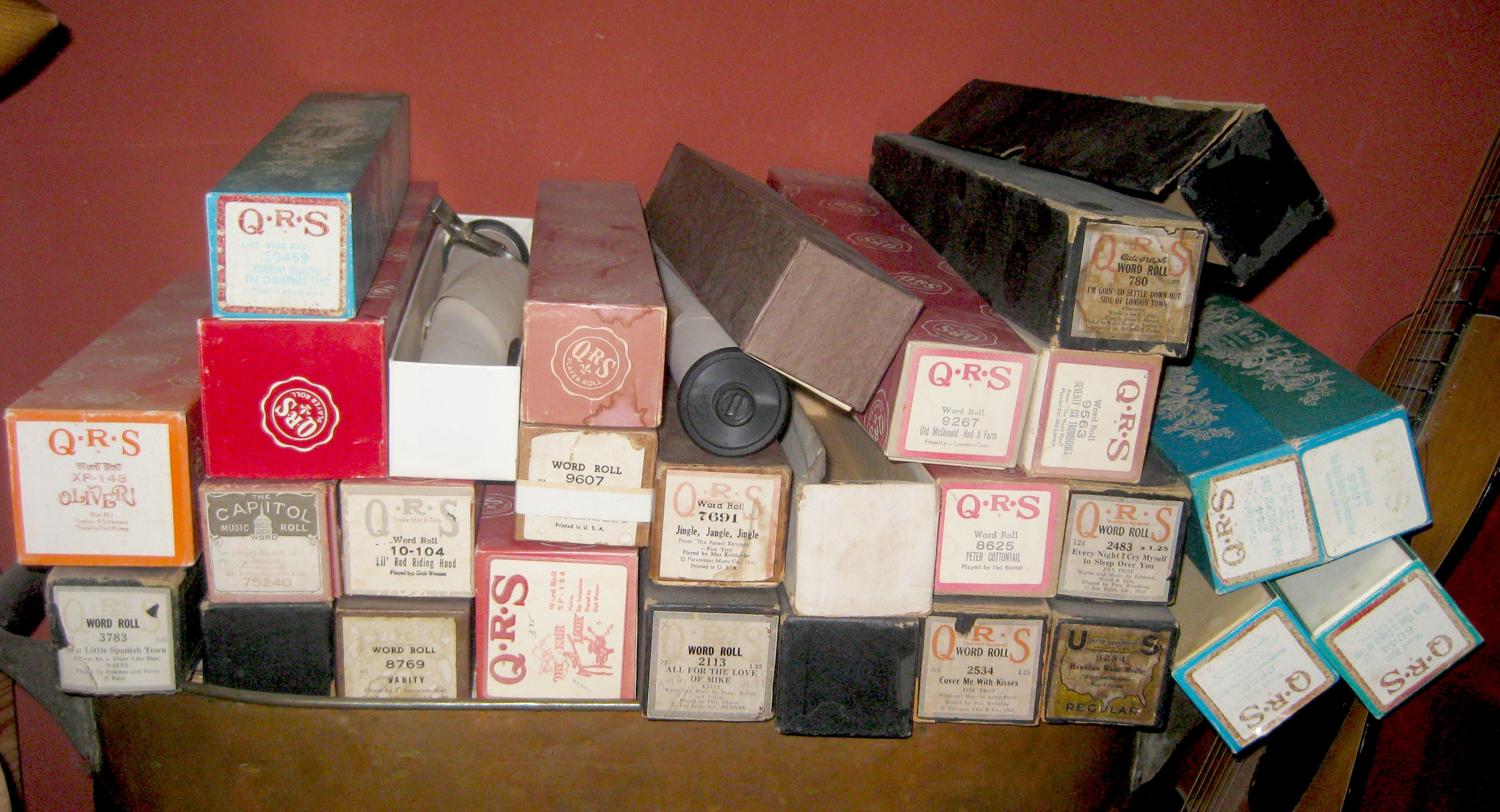
箱入りのものも、箱なしのものも見える様々なピアノロール。

ピアノロール（英語: piano roll）とは、オルガン式オルゴールや自動ピアノに取り付けて使用する、演奏情報が穿孔された紙製のロール（巻き紙）のこと。

## 仕様
空気圧をかけ、穿孔部を通してハンマー等を動作させる仕組み。19世紀末からつくられ、専用の機械を用いればピアノ演奏をある程度正確に記録することができたため、SPレコード普及前の一時期、家庭用の音楽再生手段として広く使われ、ロールは現在のレコードと同様に商業販売された。20世紀初頭の作曲家自らが演奏した(とされる)ピアノロールなどがいくつか残っている。
20世紀後半の作曲家コンロン・ナンカロウは、自動ピアノの未知なる可能性を開拓した一人で、音の長さを計算して自らロールに穴開け（パンチング）を行い、自動ピアノのための複雑な作品を数多く残した。

## DTMにおけるピアノロール

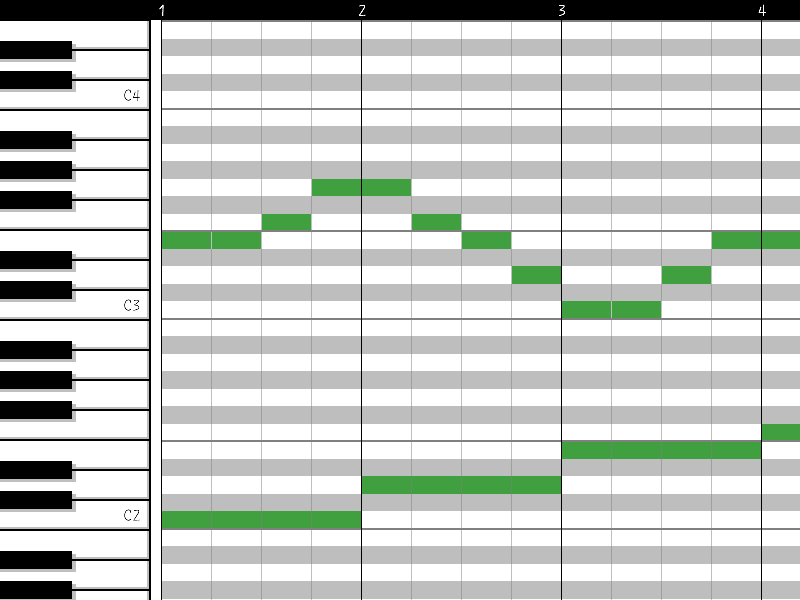
シーケンスソフトに用いられるピアノロール表示の典型的な例。

コンピュータ音楽では、シーケンスソフト上での演奏情報の視覚化として、楽譜表示に並んでピアノロール式の表示が用いられることがある。

## ピアノロールは本当に演奏家の生演奏なのか
これについては、様々に議論されている。
SP78回転時代の演奏家が音階も危なっかしいほどの間違いだらけなのに、ロールが完全無欠のノーミスなのはおかしいという議論である。ガブリエル・フォーレの本人のロール（グラン・カプリス）はありえないほどの演奏の速さであり、パーシー・グレンジャーのロール（アニトラの踊り）は連弾でしか達成できない付け加えられた音符が弾きこまれている。実際にはこれは「ピアノリスト(Pianolist、pianola専門奏者、という意味)」と呼ばれる専門の技術者が本人のパンチングをもとにミスタッチを消して、実際の演奏よりも速く演奏したかのように編集を行っていたのである。これはLPやCD時代の演奏技術の編集にも大いに影響を与えている。このプロのピアノリストはレックス・ローソンがとくに有名な存在として知られている。
SP時代はそのようなことが出来なくなったので、ミスタッチは不可抗力で残ってしまった。しかし「実際の演奏されている速度より速く」演奏して、素人を驚かせるという編集行為は続いていた。ジェルジ・リゲティはこの「ピアノリスト」とのコラボレーションにユルゲン・ホッカーを起用し、いくつかの録音がYouTubeで聴ける。イーゴリ・ストラヴィンスキーの「火の鳥」も同様の処理を作曲者自らが行っていた。これについては、本人のピアノの78回転も残されているので、ロールの編集がどの程度だったかを想定できる貴重な例である。

## 再現性
特に困ったのは「同音を連打する」ことである。アップライトピアノはただでさえ同音が連打できないのだから、19世紀のピアノ音楽の再現には非常に不適な存在であった。しかし、スケールは生のピアニストより速く弾けるため、その手の演奏曲目は好んで収録された。ピアノリストも、演奏家の解釈まではさほど修正していなかったので、当時のピアニストがまったくもってイン・テンポでは演奏できておらず、その上速くなったり遅くなったりといった演奏家の性能はそのまま収録された。
これは現在YamahaのDisklavierでもその同音再現能力は疑問視されており、Yamahaが自動ピアノのプロモーションを行ったときも同音連打を行う曲目はカットされ、代わりに「トリル」なら大丈夫だったというありさまだった。ヤニス・クセナキスの「エヴリアリ」も現在のDisklavierの性能をもってしても遅延が生じる。2016年のテクノロジーをもってしても、同じ個所を素早く連打するというピアニストの性能は実現できていないのである。

## ピアノロールを使用した人々
- QRS Company — James P Johnson, Fats Waller, Zez Confrey, J. Lawrence Cook, Pete Wendling and Victor Arden
- Mastertouch Piano Roll Co Australia
- US Music Roll Company; Lee Sims, Robert Billings
- Imperial — Charley Straight, Roy Bargy
- Vocalstyle — Jelly Roll Morton, Walter Davison, Clarence Jones, Luckey Roberts, Cow Cow Davenport
- Capitol/Columbia; Jimmy Blythe, Clarence Johnson

## 関連文献
- Elaine Obenchain: The complete catalog of Ampico Reproducing Piano rolls. New York: American Piano Co., ca.. 1977. ISBN 0-9601172-1-0; (out of print).
- Charles Davis Smith: Duo-Art piano music: a complete classified catalog of music recorded for the Duo-Art reproducing piano compiled and annotated by Charles Davis Smith. Monrovia, California, ca. 1987; (out of print).
- Charles David Smith and Richard James Howe: The Welte-Mignon, its music and musicians; complete catalogue of Welte-Mignon reproducing piano recordings 1905–1932, historical overview of companies and individuals, biographical essays on the recording artists and composers. Vestal, NY: Vestal Press, 1994. ISBN 1-879511-17-7; (out of print).
- Gerhard Dangel und Hans-W. Schmitz: Welte-Mignon-Reproduktionen / Welte-Mignon Reproductions. Gesamtkatalog der Aufnahmen für das Welte-Mignon Reproduktions-Piano 1905-1932 / Complete Library Of Recordings For The Welte-Mignon Reproducing Piano 1905-1932. Stuttgart 2006. ISBN 3-00-017110-X
- Barbara Bryner: The piano roll: a valuable recording medium of the twentieth century. Dept. of Music, University of Utah, 2002. OCLC 50482085
- William Braid White: The player-piano up-to-date: a comprehensive treatise on the principles, construction, adjustment, regulation and use of pneumatic mechanisms for piano-playing: together with a description of the leading mechanisms now in use and some hints on the playing thereof. New York, Edward Lyman Bill, 1914 (The date of convention is given wrongly as 1909).